# Musées de la Bibliothèque apostolique du Vatican
Pour un article plus général, voir Musées du Vatican.

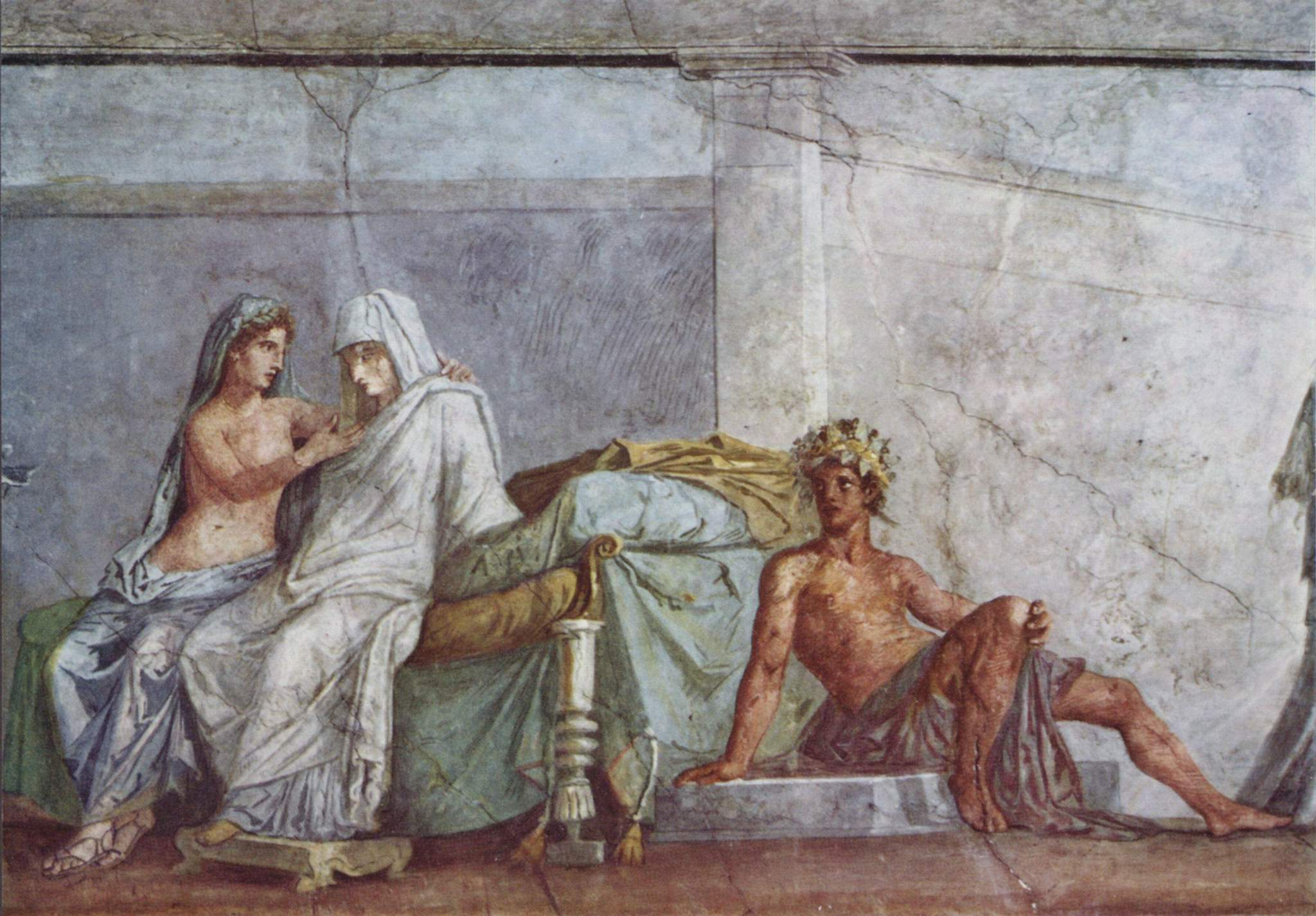
Fresque dans la Salle des Noces aldobrandines (partie)

Les musées de la bibliothèque apostolique du Vatican constituent l'une des sections les plus complexes et les plus complètes des musées du Vatican, sous la compétence desquels ils sont passés depuis le 1er octobre 1999. 

## Collections
Les salles qui abritent maintenant les musées étaient le siège, jusqu’au pape Léon XIII, de la bibliothèque apostolique du Vatican et de ses diverses collections. Les musées de la bibliothèque constituent une série de collections constituées au fil des siècles: pièces de monnaie, camées, verres et mobiliers des catacombes, sculptures anciennes, pierres précieuses, cristaux, bronzes, émaux, ivoires, etc. Sous Pie X, les collections de peintures ont été transférées à la Pinacothèque vaticane ; au cours du XXe siècle, les dons offerts aux papes par les souverains et les chefs d'État ont été confiés aux musées de la bibliothèque. 

## Exposition

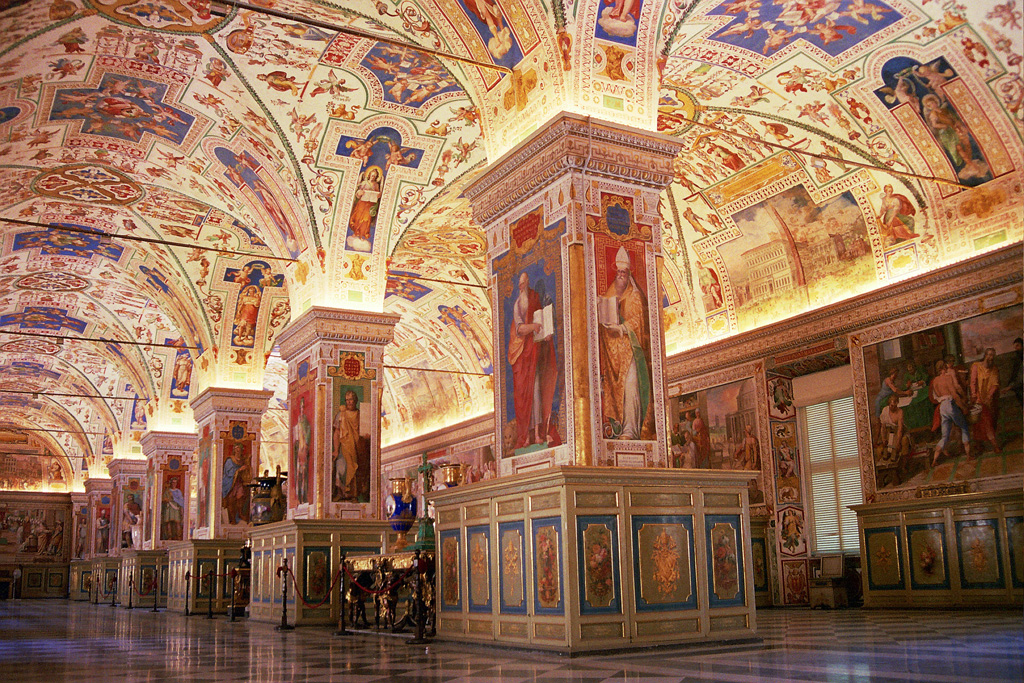
La salle Sixtine

Les musées sont composés de 13 sections. 
1. Musée profane. Fondé par Clément XIII en 1768, il abrite ce qui reste de la collection d'antiquités étrusques et romaines de la bibliothèque, transférée à Paris en 1797, conservée dans des armoires en bois, conçue par Luigi Valadier en 1781.
2. Galerie Clémentine. Installée sous Clément XII (première moitié du XVIIIe siècle), elle fut décorée en 1818 par Domenico Del Frate. Elle abrite, entre autres, un dessin à la plume et à l'aquarelle, don du diocèse de Trèves et de Léon XIII.
3. Salle Alexandrine. Elle a été créée par le pape Alexandre VIII (fin du XVIIe siècle) pour abriter la bibliothèque de la reine Christine de Suède. Décorée par Domenico Del Frate, elle contient divers cadeaux faits aux pontifes, dont une nappe en lin des XIe-XIIe siècles.
4. Salles Paolines. Les deux salles ont été aménagées par le pape Paul V entre 1610 et 1611 pour abriter les manuscrits grecs de la bibliothèque : les armoires sont toujours celles d’époque, de la seconde moitié du XVIIIe siècle. Les cadeaux faits aux papes sont exposés.
5. Salon Sixtine. Il a été construit par le pape Sixte V entre 1585 et 1588 et mesure 70 mètres sur 15 ; il constitue la plus vaste salle à fresques au monde en dehors des églises. La riche ornementation picturale est due à Giovanni Guerra, Cesare Nebbia, Andrea Lilio, Giovanni Baglione, Prospero Orsi. Parmi les six piliers qui divisent la pièce sont exposés des cadeaux offerts aux papes.
6. Salles Sixtines. Les deux salles ont été créées par Domenico Fontana de 1585 à 1588, à la demande de Sixte V, pour abriter des documents et des archives papales. Elles présentent des présents donnés aux pontifes.
7. Galerie Urbain VIII. Cet environnement a été mis en place sous Urbain VIII et décoré sous Alexandre VII et Benoît XIV ; à l'entrée se trouvent deux cloches en bronze du XIIIe siècle provenant des anciennes basiliques de Saint-Pierre du Vatican et de Sainte-Marie-Majeure. Dans le passé, la galerie abritait d'importantes et anciennes collections de bibliothèques, dont celle de Frédéric de Montefeltre datant du XVe siècle : sont aujourd'hui exposés des objets de cosmologie et de cosmographie (globes, planisphères, instruments de mesure optiques, sphères planétaires géocentriques, etc.).
8. Musée sacré. Il a été fondé par le pape Benoît XIV (milieu du XVIIIe siècle) pour abriter les premières découvertes dans les catacombes de Rome et dans l'ancienne Ostie. Il a ensuite été enrichi par d'autres collections d'objets et d'icônes antiques. Au-dessus des cabinets, il y a des bustes en bronze de 24 cardinaux bibliothécaires.
9. Salle des Papyrus. Construite entre 1771 et 1775, elle abrita des papyrus du VIe au IXe siècle, aujourd'hui remplacés par des reproductions. La salle accueille par rotation des objets importants des collections de la bibliothèque.
10. Salle des Noces aldobrandines. Elle a été construite pour le pape Paul V par Flaminio Ponzio au début du XVIIe siècle et décorée par Guido Reni avec les Histoires de Samson. Le nom est dû à la fresque romaine de l'époque d'Auguste exposée dans la salle, trouvée sur l'Esquilin au XVIIe siècle et longtemps conservée dans la villa du cardinal Pietro Aldobrandini. La salle abrite des peintures murales découvertes lors de fouilles archéologiques.
11. Salle des Adresses. Son nom dérive du fait que jusqu'à Pie XI, elle abritait les adresses d'hommage adressées aux papes Léon XIII et Pie X. La salle abrite aujourd'hui une collection de verres romains et paléochrétiens, ainsi que des objets en émail, ivoire et métaux précieux.
12. Chapelle Saint Pie V. Construite par le pape, elle abritait des reliquaires et d’autres trésors de la Sancta Sanctorum de la Scala Santa, près de la basilique Saint-Jean-de-Latran, puis transférés au Vatican par Pie X, à l'exception des reliquaires dont les plus anciens datent du VIe siècle.
13. Salle des adresses de Pie IX. Elle a été créée en 1877 pour accueillir les adresses d’hommage envoyées du monde entier à Pie IX. Elle abrite aujourd'hui des étoffes et des vêtements liturgiques, des objets provenant des fouilles de Pompéi et les portes en bois sculptées originales de la loggia de Raphaël.

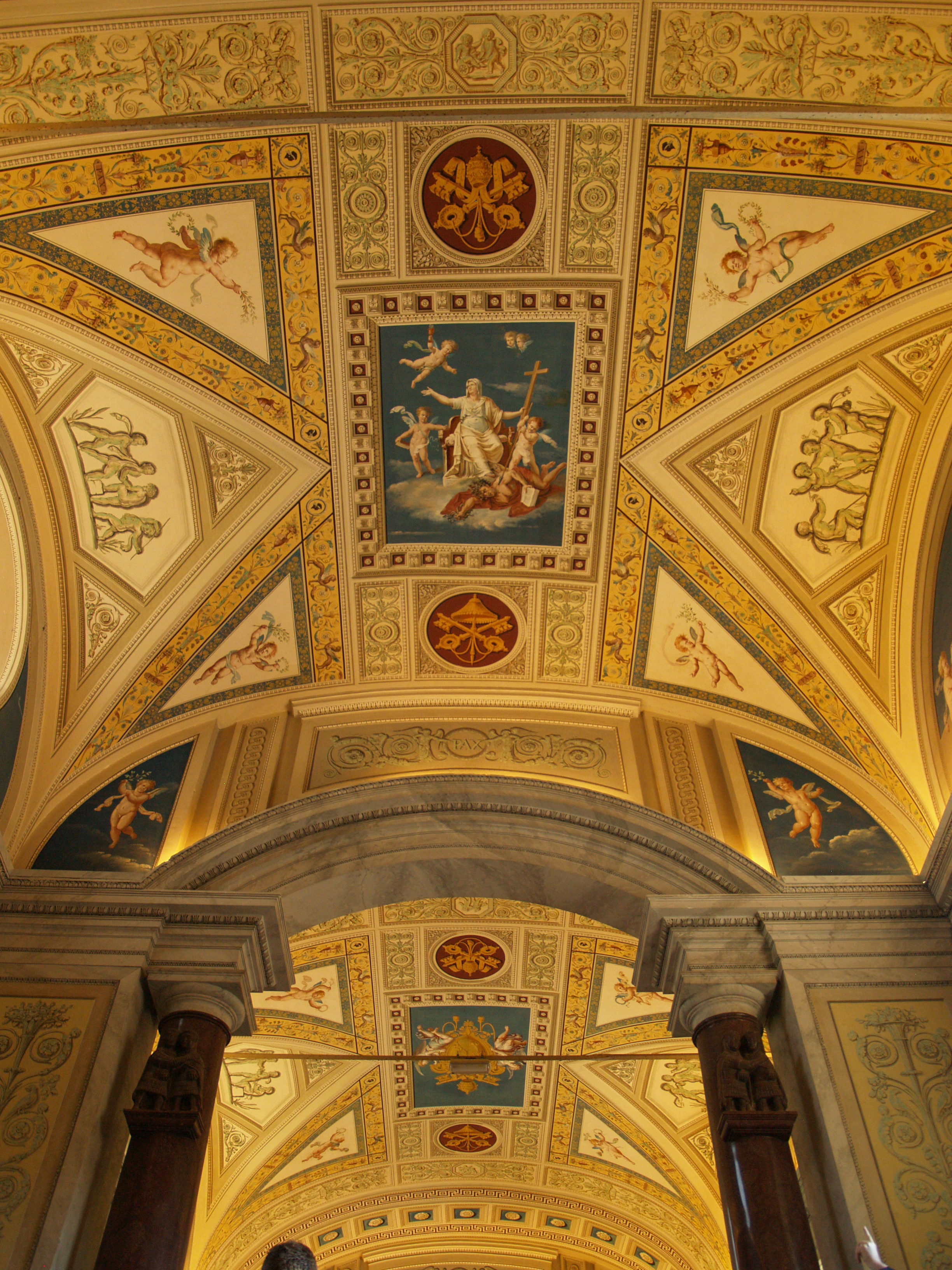
Galerie de Pie VI
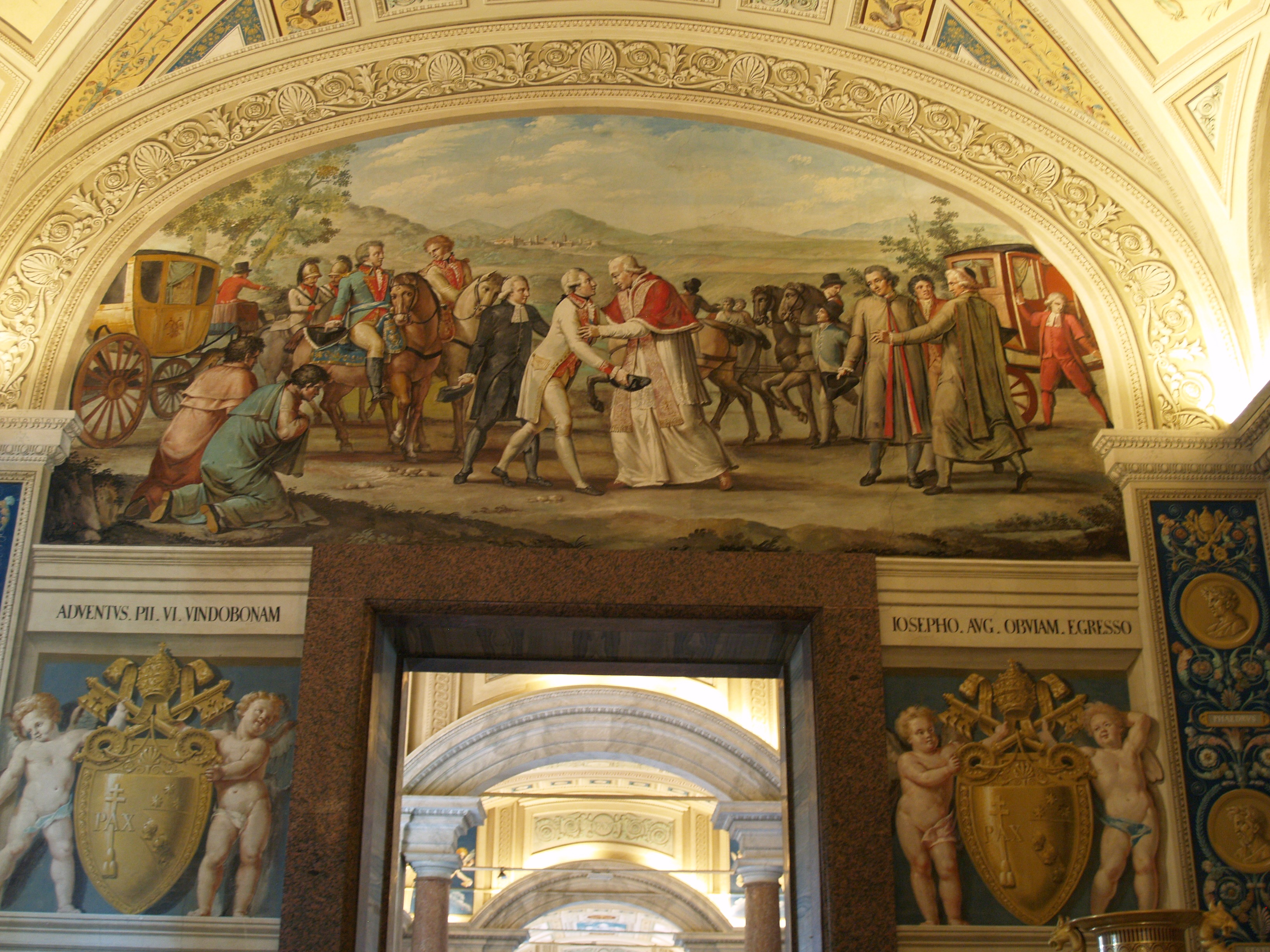
Galerie de Pie VI
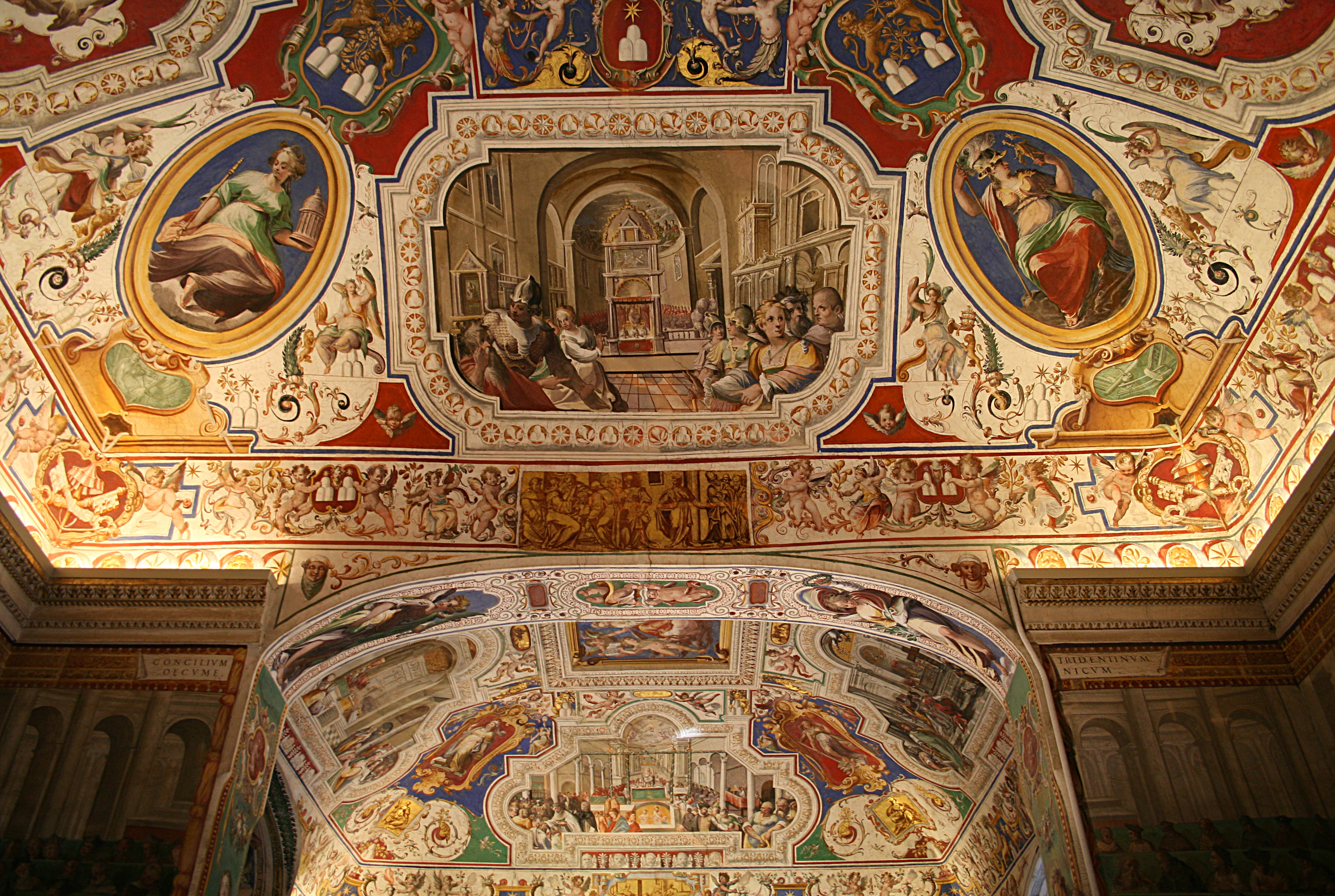
Salon Sixtine
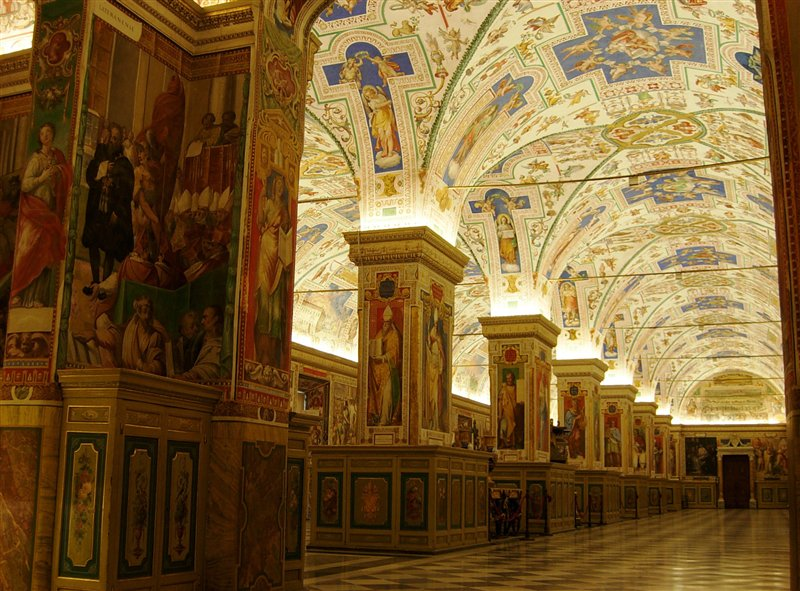
Salon Sixtine